# Xã York, Quận Putnam, Missouri
Xã York (tiếng Anh: York Township) là một xã thuộc quận Putnam, tiểu bang Missouri, Hoa Kỳ. Năm 2010, dân số của xã này là 223 người.